# Eddie Large

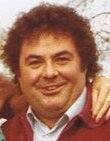
Eddie Large

Eddie Large (* 25. Juni 1941 in Glasgow als Edward Hugh McGinnis; † 2. April 2020 in Bristol) war ein britischer Komiker. Er war vor allem bekannt für die mit seinem Bühnenpartner Syd Little (eigentlich Cyril Meed) inszenierten Fernsehshows, in denen sie als Little and Large auftraten. Ihre Shows waren im Großbritannien der 1970ern und 1980ern populär.

## Leben
Der in Glasgow geborene McGinnis zog im Alter von acht Jahren nach Manchester, wo er aufwuchs. Er sollte sein Leben lang ein Fan des Fußballvereins Manchester City bleiben. Nach der Schulzeit wurde er Elektriker, verdiente aber auch Geld, indem er in Clubs sang.
1960 traf er in einem Club Cyril Meed, dessen Auftritt er störte. Die beiden entwickelten eine Freundschaft und bildeten ab 1963 das Komikerduo Little and Large. Nach Auftritten in Nachtklubs und Kneipen nahm das Duo 1971 an der Fernsehshow Opportunity Knocks teil. In der Folge waren sie Teilnehmer in der Show Who Do You Do. 1978 bekamen sie auf ITV ihre eigene Sketch-Show, die The Little and Large Tellyshow. Nach zwei Jahren bei ITV wechselten sie zu BBC und traten dort in der Little and Large Show auf. Auf dem Höhepunkt ihrer Karriere zog ihre Show 15 Millionen Zuschauer an. 1991 wurde die Show eingestellt.
Das Paar tourte noch eine Weile, bevor Eddie Large dieses Leben wegen Herzproblemen aufgeben musste; er trat aber noch als Unterhalter auf. 2003 hatte er eine Herzoperation, von der er sich erholen konnte. Er verbrachte seinen Lebensabend zusammen mit seiner zweiten Frau in einem Haus in Portishead.
Am 2. April 2020 starb der Komiker während der COVID-19-Pandemie im Vereinigten Königreich an den Folgen einer SARS-CoV-2-Infektion.